# Songül Öden

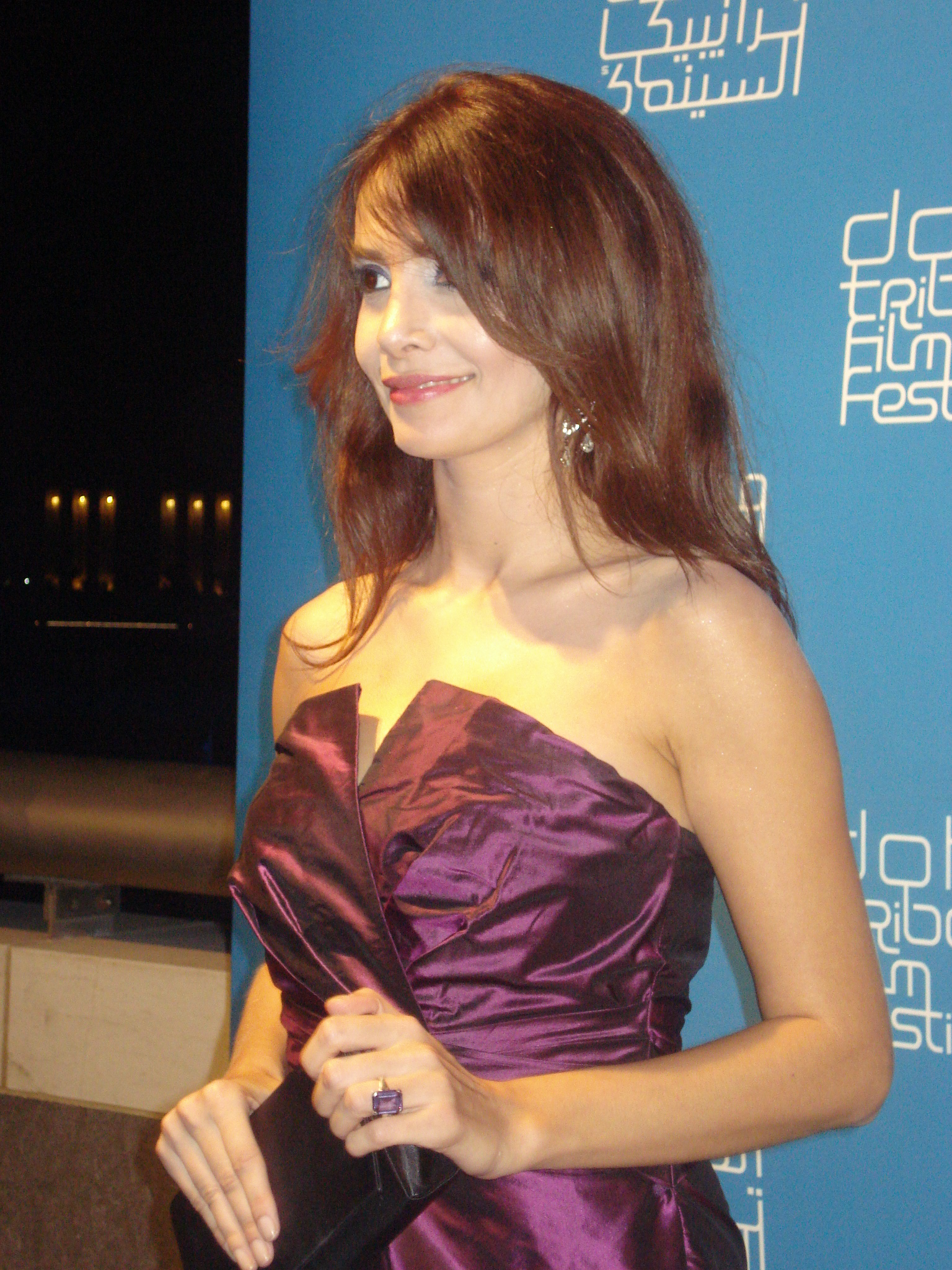
Songül Öden

Songül Öden (* 17. Februar 1979 in Diyarbakır) ist eine türkische Schauspielerin kurdischer Abstammung.

## Leben und Karriere
Songül Öden wurde am 17. Februar 1979 in Diyarbakır geboren. Sie studierte an der Hacettepe-Universität und der Universität Ankara. Ihr Debüt gab sie 1999 in der Fernsehserie Ferhunde Hanımlar. Danach war sie in den Serien Vasiyet, Havada Bulut, Gümüş, Vazgeç Gönlüm und Mükemmel Çift zu sehen. Von 2002 bis 2011 war sie in erster Ehe verheiratet.
2009 bekam sie in dem Film Acı Aşk die Hauptrolle. Anschließend trat Öden 2011 in 72. Koğuş auf. Von 2011 bis 2014 wirkte sie in der Serie Umutsuz Ev Kadınları mit. Unter anderem spielte Öden 2019 in Bir Aile Hikayesi die Hauptrolle. 2020 heiratete sie zum zweiten Mal.

## Filmografie
Filme
- 2007: Sınır
- 2009: Acı Aşk
- 2011: 72. Koğuş
- 2016: Ekşi Elmalar
- 2021: Beni Çok Sev
- 2023: Atatürk 1881 – 1919

Serien
- 1999: Ferhunde Hanımlar
- 2002: Havada Bulut
- 2005–2007: Gümüş
- 2008: Vazgeç Gönlüm
- 2011–2014: Umutsuz Ev Kadınları
- 2015: Serçe Sarayı
- 2017: Kayıtdışı
- 2019: Bir Aile Hikayesi
- 2020: Şeref Bey
- 2022: Die Uysals (Uysallar)
- seit 2022: Oğlum